# Lilly Zelmanovic
Lilly Zelmanovic (geboren 1926 in Bilky, Tschechoslowakei, heute Ukraine, als Lilly Jacob; gestorben 17. Dezember 1999 in Miami, Vereinigte Staaten) war eine US-amerikanische Holocaust-Überlebende tschechoslowakischer Herkunft. Sie wurde 1944 in das Konzentrationslager Auschwitz-Birkenau deportiert und überlebte als einzige ihrer Familie. Sie wurde durch den Zufallsfund eines Fotoalbums der SS-Wachen bekannt, welches Aufnahmen aus Auschwitz enthielt und ein wichtiges Dokument zur Shoah ist.

## Leben
Lilly Zelmanovic war das älteste Kind der Familie Jacob aus dem Dorf Bilky/Bilek in Transkarpatien und hatte fünf jüngere Brüder: Moshe-Aron, Zisl, Moshe-Hersh, die Zwillinge Zril und Zeilek. Lillys Vater Martin war Bauer und handelte mit Pferden. Lilly erlebte in ihrer Kindheit keinen Antisemitismus.
Sie wurde ab Mai 1944 ein Opfer der NS-Judenverfolgung in Ungarn und zusammen mit ihrer Familie in das KZ Auschwitz-Birkenau deportiert. Bei der Selektion auf der sogenannten „Rampe“ wurde sie von den übrigen Mitgliedern ihrer Familie getrennt, welche allesamt nicht überlebten.
Sie überlebte die Haftzeit im KZ Auschwitz-Birkenau und im KZ Mittelbau-Dora, wo sie an Typhus erkrankte. Dort in Nordhausen wurde sie von amerikanischen Truppen befreit und auf eine vorher von der SS für deren Militärs genutzte Krankenstation gebracht. Am Tag ihrer Befreiung fand sie in den verlassenen Baracken ein Fotoalbum mit Aufnahmen aus dem KZ Auschwitz. Auf diesen waren auch Menschen aus ihrem Dorf zu sehen: der Rabbi, Nachbarn, sowie eigene enge Angehörige: neben ihrer Tante mit ihren Kindern, zwei ihrer Brüder und ihre Großeltern, kurz vor der Selektion und letztendlich der Ermordung in einer der Gaskammern des Lagers.
Oft wird ihr Mädchenname mit diesem Foto-Album aus Auschwitz verknüpft (etwa als Lilly-Jacob-Album).
Nach dem Krieg heiratete sie Max Zelmanovic, einen Bekannten aus der Vorkriegszeit. Der Verkauf von Glasplattenfotografien aus dem Album an das jüdische Museum in Prag ermöglichte es dem Paar, im Jahr 1948 mit seiner 1946 geborenen Tochter Esther in die Vereinigten Staaten auszuwandern. Sie zogen nach Miami. In den Folgejahren verbreitete sich, dass Zelmanovic im Besitz des Fotoalbums war, so dass häufig Angehörige von Opfern der Shoah sich bei Lilly meldeten und darum baten, die Fotos zu sehen. Wer einen Angehörigen identifizieren konnte, durfte das Foto oft behalten. Da es aber nur wenige Angehörige gab, auf die dies zutraf, war dies selten der Fall.
Als Zeugin nahm sie mit der Fotosammlung 1963 in Frankfurt am dortigen Auschwitz-Prozess teil (118. Verhandlungstag).
Nach dem Tod ihres Mannes heiratete sie 1978 Eric Meier aus Hannover.
1980 konnte Serge Klarsfeld sie davon überzeugen, das Album der Gedenkstätte Yad Vashem zur Verwahrung zu überlassen. Sie besuchte Jerusalem, zeigte es dem damaligen Premierminister Menachem Begin und übergab es an die Gedenkstätte, wo es bis heute aufbewahrt wird und 1999 digitalisiert wurde.
Der Name von Lilly Jacob-Zelmanovic Meier änderte sich durch Heirat in der Nachkriegszeit mehrfach (Zelmanovic, Meier; Lilly Jacob auch in der Schreibweise Lili).
Sie starb am 17. Dezember 1999 in Miami.

## Das Fotoalbum
Die 193 Fotos zeigen fast alle die Ankunft gefangen genommener ungarischer Juden aus der Karpato-Ukraine im Konzentrationslager Auschwitz im Frühsommer 1944. Viele der abgebildeten Personen wurden ebenso wie die Familie Jacob in Eisenbahntransporten aus dem NS-Sammellager in Berehowe/Berehovo deportiert. Es ist, soweit bekannt, das einzige fotografische Beweismaterial von der Ankunft eines „Judentransports“ im Vernichtungslager Auschwitz-Birkenau. Die Fotografien sind wahrscheinlich von Mitgliedern der SS-Totenkopf-Wachmannschaft (professionellen Fotografen) bei der Ankunft von drei Zügen erstellt worden. Sie zeigen fast den gesamten Ablauf einer Selektion der ungarischen Gefangenen bis kurz vor ihrer Tötung in den Gaskammern. Dadurch unterscheidet sich die Bildqualität deutlich sehr stark von den vier heimlichen Aufnahmen des Häftlings Alex (= Alberto Errera) des Sonderkommandos von den Vernichtungsvorgängen, die etwa zeitgleich am gleichen Ort entstanden sein müssen.
Einige Fotos aus dem Album fehlen offensichtlich. Frau Jacob erklärt dies damit, dass sie einzelne Fotografien dann an Angehörige verschenkte, wenn die jemanden aus der eigenen Familie auf den Bildern gesehen haben. Einige Foto-Repros wurden bereits in der Nachkriegszeit mit ihrer Zustimmung für Ausstellungen zum Beispiel des jüdischen Museums in Prag und in der Gedenkstätte KZ Auschwitz verwendet und waren dadurch der Öffentlichkeit bereits vor der 1980 erfolgten Veröffentlichung des Albums durch Serge Klarsfeld, Paris, und der Übergabe an Yad Vashem bekannt.